# FIBT世界選手権
IBSF世界選手権（IBSF World Championships）は、国際ボブスレー・スケルトン連盟（IBSF）が毎年開催するボブスレーとスケルトンの世界最高峰の大会である。

## 歴史
1930年、スイスで4人乗りボブスレーの第1回大会を開催。翌1931年にはドイツのオーバーホーフで2人乗りボブスレーの大会が実施。その後世界大戦の中断をはさみ、1947年にはスイスのサンモリッツで2人・4人乗りボブスレー部門を統合した初の世界選手権開催となる。
スケルトンは1982年のサンモリッツ大会から導入。女子は2000年のオーストリア・インスブルック大会からであった。
日本では2003年にスケルトンが長野市のスパイラルで開催された。
現在は冬季五輪開催年を除き毎年開催されている。

## 開催地一覧
- 1930：コー・シュル・モントルー、スイス（4人）
- 1931：オーバーホーフ、ドイツ（2人）、サンモリッツ、スイス（4人）
- 1933：シュクラルスカ・ポレンバ、ドイツ（2人）
- 1934：エンゲルベルク、スイス（2人）、ガルミッシュパルテンキルヘン、ドイツ（4人）
- 1935：イグルス、オーストリア（2人）; サンモリッツ、スイス（4人）
- 1937：コルティナダンペッツォ、イタリア（2人）; サンモリッツ、スイス（4人）
- 1938：サンモリッツ、スイス（2人）; ガルミッシュパルテンキルヘン、ドイツ（4人）
- 1939：サンモリッツ、スイス（2人）; コルチナダンペッツォ、イタリア（4人）
- 1947：サンモリッツ、スイス
- 1949：レイクプラシッド、ニューヨーク、アメリカ合衆国
- 1950：コルチナダンペッツォ、イタリア
- 1951：プデュエズ、フランス
- 1953：ガルミッシュパルテンキルヘン、西ドイツ
- 1954：コルチナダンペッツォ、イタリア
- 1955：サンモリッツ、スイス
- 1957：サンモリッツ、スイス
- 1958：ガルミッシュパルテンキルヘン、西ドイツ
- 1959：サンモリッツ、スイス
- 1960：コルチナダンペッツォ、イタリア
- 1961：レイクプラシッド、アメリカ合衆国
- 1962：ガルミッシュパルテンキルヘン、西ドイツ
- 1963：イグルス、オーストリア
- 1965：サンモリッツ、スイス
- 1966：コルチナダンペッツォ、イタリア（4人乗りのレース中にトニ・ペンシュペルガーが死亡。その後大会打ち切りとなった）
- 1967：ラルプ・デュエズ、フランス（4人乗りは暖気のため中止）
- 1969：レイクプラシッド、アメリカ合衆国
- 1970：サンモリッツ、スイス
- 1971：チェル、イタリア
- 1973：レイクプラシッド、アメリカ合衆国
- 1974：サンモリッツ、スイス
- 1975：ニア、イタリア
- 1977：サンモリッツ、スイス
- 1978：レイクプラシッド、アメリカ合衆国
- 1979：ケーニッヒ、西ドイツ
- 1981：コルチナダンペッツォ、イタリア
- 1982：サンモリッツ、スイス（スケルトン初開催）
- 1983：レイクプラシッド、ニューヨーク州
- 1985：ニア、イタリア
- 1986：ケーニッヒ、西ドイツ
- 1987：サンモリッツ、スイス
- 1989：コルチナダンペッツォ、イタリア（ボブスレー）; サンモリッツ、スイス（スケルトン）
- 1990：サンモリッツ、スイス（ボブスレー）; ケーニッヒ、西ドイツ（スケルトン）
- 1991：アルテンベルク、ドイツ（ボブスレー）; イグルス、オーストリア（スケルトン）
- 1992：カルガリー、アルバータ、カナダ（スケルトン）
- 1993：イグルス、オーストリア（ボブスレー）、ラプラーニュ、フランス（スケルトン）
- 1994：アルテンベルク、ドイツ（スケルトン）
- 1995：ヴィンターベルク、ドイツ（ボブスレー）、リレハンメル、ノルウェー（スケルトン）
- 1996：カルガリー、カナダ
- 1997：サンモリッツ、スイス（ボブスレー）; レイクプラシッド、アメリカ（スケルトン）
- 1998：サンモリッツ、スイス（スケルトン）
- 1999：コルチナダンペッツォ、イタリア（ボブスレー）; アルテンベルク、ドイツ（スケルトン）
- 2000：アルテンベルク、ドイツ（男子ボブスレー）; ウィンターベルグ、ドイツ（女子ボブスレー）; イグルス、オー*ストリア（スケルトン）
- 2001：サンモリッツ、スイス（男子ボブスレー）; カルガリー、カナダ（女子ボブスレー・スケルトン）
- 2003：レイクプラシッド、アメリカ（男子ボブスレー）; ウィンターベルグ、ドイツ（女子ボブスレー）、長野、日本（スケルトン）
- 2004：ケーニッヒ、ドイツ
- 2005：カルガリー、カナダ
- 2007：サンモリッツ、スイス
- 2008：アルテンベルク、ドイツ
- 2009：レイクプラシッド、アメリカ合衆国
- 2011：ケーニッヒ、ドイツ
- 2012：レイクプラシッド、アメリカ合衆国
- 2013：サンモリッツ、スイス
- 2015：ウィンターベルグ、ドイツ
- 2016：イグルス、オーストリア
- 2017：ケーニッヒ、ドイツ[1]
- 2019：ウィスラー、カナダ
- 2020：アルテンベルク、ドイツ
- 2021：アルテンベルク、ドイツ
- 2023：サンモリッツ、スイス
- 2024：ウィンターベルグ、ドイツ
- 2025：レイクプラシッド、アメリカ合衆国
- 2027:リレハンメル、ノルウェー
- 2028：サンモリッツ、スイス